# آمادگی الکترونیکی
آمادگی الکترونیکی (به انگلیسی: E-readiness) به مقدار توانایی پذیرش، استفاده و به‌کارگیری فناوری اطلاعات و ارتباطات در جوامع مختلف می‌گویند. برای ارزیابی آمادگی الکترونیکی در جوامع مدل‌های زیادی وجود دارد. بعضی از این مدل‌ها عبارتند از: EIU، APEC، CID و...

## رتبه‌بندی آمادگی الکترونیکی

نقشه نشان‌دهنده امتیاز کشورها در زمینه آمادگی‌الکترونیکی می‌باشد.
۸٫۰۰۰ - ۸٫۹۹۹
۷٫۰۰۰ - ۷٫۹۹۹
۶٫۰۰۰ - ۶٫۹۹۹
۵٫۰۰۰ - ۵٫۹۹۹
۴٫۰۰۰ - ۴٫۹۹۹
۳٫۰۰۰ - ۳٫۹۹۹
اطلاعاتی در دسترس نیست

از سال ۲۰۰۰ میلادی هر ساله با کمک موسسهٔ آی‌بی‌ام بر طبق مدل EIU کشورهای جهان از نظر آمادگی الکترونیکی رتبه‌بندی می‌شوند. شاخص‌های ارزیابی این مدل را می‌توان به ۶ گروه تقسیم کرد که بدین شرح است: زیرساختهای فنی و اتصال، محیط کسب و کار، پذیرش تجارت الکترونیکی توسط خریداران و فروشندگان، محیط حقوقی و سیاسی، پشتیبانی از خدمات الکترونیکی و زیرساختهای فرهنگی و اجتماعی.  جدول و شکل این رتبه‌بندی را بین سالهای ۲۰۰۶ میلادی تا ۲۰۰۸ میلادی بین ۷۰ کشور نشان می‌دهد.
| رتبه ۲۰۰۸ | ۲۰۰۷ | ۲۰۰۶ | کشور                | امتیاز آمادگی الکترونیک (از ۱۰) ۲۰۰۸ | ۲۰۰۷ | ۲۰۰۶ |
| --------- | ---- | ---- | ------------------- | ------------------------------------ | ---- | ---- |
| ۱         | ۲    | ۲    | ایالات متحده آمریکا | ۸٫۹۵                                 | ۸٫۸۵ | ۸٫۸۸ |
| ۲         | ۴    | ۱۰   | هنگ کنگ             | ۸٫۹۱                                 | ۸٫۷۲ | ۸٫۳۶ |
| ۳         | ۲    | ۴    | سوئد                | ۸٫۸۵                                 | ۸٫۸۵ | ۸٫۷۴ |
| ۴         | ۹    | ۸    | استرالیا            | ۸٫۸۳                                 | ۸٫۴۶ | ۸٫۵۰ |
| ۵         | ۱    | ۱    | دانمارک             | ۸٫۸۳                                 | ۸٫۸۸ | ۹٫۰۰ |
| ۶         | ۶    | ۱۳   | سنگاپور             | ۸٫۷۴                                 | ۸٫۶۰ | ۸٫۲۴ |
| ۷         | ۸    | ۶    | هلند                | ۸٫۷۴                                 | ۸٫۵۰ | ۸٫۶۰ |
| ۸         | ۷    | ۵    | بریتانیا            | ۸٫۶۸                                 | ۸٫۵۹ | ۸٫۶۴ |
| ۹         | ۵    | ۳    | سوئیس               | ۸٫۶۷                                 | ۸٫۶۱ | ۸٫۸۱ |
| ۱۰        | ۱۱   | ۱۴   | اتریش               | ۸٫۶۳                                 | ۸٫۳۹ | ۸٫۱۹ |
| ۱۱        | ۱۲   | ۱۱   | نروژ                | ۸٫۶۰                                 | ۸٫۳۵ | ۸٫۳۵ |
| ۱۲        | ۱۳   | ۹    | کانادا              | ۸٫۴۹                                 | ۸٫۳۰ | ۸٫۳۷ |
| ۱۳        | ۱۰   | ۷    | فنلاند              | ۸٫۴۲                                 | ۸٫۴۳ | ۸٫۵۵ |
| ۱۴        | ۱۹   | ۱۲   | آلمان               | ۸٫۳۹                                 | ۸٫۰۰ | ۸٫۳۴ |
| ۱۵        | ۱۶   | ۱۸   | کره جنوبی           | ۸٫۳۴                                 | ۸٫۰۸ | ۷٫۹۰ |
| ۱۶        | ۱۴   | ۱۴   | نیوزیلند            | ۸٫۲۸                                 | ۸٫۱۹ | ۸٫۱۹ |
| ۱۷        | ۱۵   | ۲۰   | برمودا              | ۸٫۲۲                                 | ۸٫۱۵ | ۷٫۸۱ |
| ۱۸        | ۱۸   | ۲۱   | ژاپن                | ۸٫۰۸                                 | ۸٫۰۱ | ۷٫۷۷ |
| ۱۹        | ۱۷   | ۲۳   | تایوان              | ۸٫۰۵                                 | ۸٫۰۵ | ۷٫۵۱ |
| ۲۰        | ۲۰   | ۱۷   | بلژیک               | ۸٫۰۴                                 | ۷٫۹۰ | ۷٫۹۹ |
| ۲۱        | ۲۱   | ۱۶   | جمهوری ایرلند       | ۸٫۰۳                                 | ۷٫۸۶ | ۸٫۰۹ |
| ۲۲        | ۲۲   | ۱۹   | فرانسه              | ۷٫۹۲                                 | ۷٫۷۷ | ۷٫۸۶ |
| ۲۳        | ۲۴   | -    | مالت                | ۷٫۷۸                                 | ۷٫۵۶ | -    |
| ۲۴        | ۲۳   | ۲۲   | اسرائیل             | ۷٫۶۱                                 | ۷٫۵۸ | ۷٫۵۹ |
| ۲۵        | ۲۵   | ۲۵   | ایتالیا             | ۷٫۵۵                                 | ۷٫۴۵ | ۷٫۱۴ |
| ۲۶        | ۲۶   | ۲۴   | اسپانیا             | ۷٫۴۶                                 | ۷٫۲۹ | ۷٫۳۴ |
| ۲۷        | ۲۷   | ۲۶   | پرتغال              | ۷٫۳۸                                 | ۷٫۱۴ | ۷٫۰۷ |
| ۲۸        | ۲۸   | ۲۷   | استونی              | ۷٫۱۰                                 | ۶٫۸۴ | ۶٫۷۱ |
| ۲۹        | ۲۹   | ۲۸   | اسلوونی             | ۶٫۹۳                                 | ۶٫۶۶ | ۶٫۴۳ |
| ۳۰        | ۳۲   | ۲۹   | یونان               | ۶٫۷۲                                 | ۶٫۳۱ | ۶٫۴۲ |
| ۳۱        | ۳۱   | ۳۲   | جمهوری چک           | ۶٫۶۸                                 | ۶٫۳۲ | ۶٫۱۴ |
| ۳۲        | ۳۰   | ۳۱   | شیلی                | ۶٫۵۷                                 | ۶٫۴۷ | ۶٫۱۹ |
| ۳۳        | ۳۴   | ۳۲   | مجارستان            | ۶٫۳۰                                 | ۶٫۱۶ | ۶٫۱۴ |
| ۳۴        | ۳۶   | ۳۷   | مالزی               | ۶٫۱۶                                 | ۵٫۹۷ | ۵٫۶۰ |
| ۳۵        | ۳۳   | ۳۰   | امارات متحده عربی   | ۶٫۰۹                                 | ۶٫۲۲ | ۶٫۳۲ |
| ۳۶        | ۳۹   | ۳۶   | اسلواکی             | ۶٫۰۶                                 | ۵٫۸۴ | ۵٫۶۵ |
| ۳۷        | ۳۷   | ۳۹   | لتونی               | ۶٫۰۳                                 | ۵٫۸۸ | ۵٫۳۰ |
| ۳۸        | ۴۱   | ۳۸   | لیتوانی             | ۶٫۰۳                                 | ۵٫۷۸ | ۵٫۴۵ |
| ۳۹        | ۳۵   | ۳۵   | آفریقای جنوبی       | ۵٫۹۵                                 | ۶٫۱۰ | ۵٫۷۴ |
| ۴۰        | ۳۸   | ۳۹   | مکزیک               | ۵٫۸۸                                 | ۵٫۸۶ | ۵٫۳۰ |
| ۴۱        | ۴۰   | ۳۴   | لهستان              | ۵٫۸۳                                 | ۵٫۸۰ | ۵٫۷۶ |
| ۴۲        | ۴۳   | ۴۱   | برزیل               | ۵٫۶۵                                 | ۵٫۴۵ | ۵٫۲۹ |
| ۴۳        | ۴۲   | ۴۵   | ترکیه               | ۵٫۶۴                                 | ۵٫۶۱ | ۴٫۷۷ |
| ۴۴        | ۴۴   | ۴۲   | آرژانتین            | ۵٫۵۶                                 | ۵٫۴۰ | ۵٫۲۷ |
| ۴۵        | ۴۵   | ۴۹   | رومانی              | ۵٫۴۶                                 | ۵٫۳۲ | ۴٫۴۴ |
| ۴۶        | ۴۶   | ۴۶   | عربستان سعودی       | ۵٫۲۳                                 | ۵٫۰۵ | ۵٫۰۳ |
| ۴۷        | ۴۹   | ۴۷   | تایلند              | ۵٫۲۲                                 | ۴٫۹۱ | ۴٫۶۳ |
| ۴۸        | ۴۸   | ۴۴   | بلغارستان           | ۵٫۱۹                                 | ۵٫۰۱ | ۴٫۸۶ |
| ۴۹        | ۴۶   | ۴۳   | جامائیکا            | ۵٫۱۷                                 | ۵٫۰۵ | ۴٫۶۷ |
| ۵۰        | -    | -    | ترینیداد و توباگو   | ۵٫۰۷                                 | -    | -    |
| ۵۱        | ۵۱   | ۴۹   | پرو                 | ۵٫۰۷                                 | ۴٫۸۳ | ۴٫۴۴ |
| ۵۲        | ۵۰   | ۴۸   | ونزوئلا             | ۵٫۰۶                                 | ۴٫۸۹ | ۴٫۴۷ |
| ۵۳        | ۵۲   | ۵۴   | اردن                | ۵٫۰۳                                 | ۴٫۷۷ | ۴٫۲۲ |
| ۵۴        | ۵۴   | ۵۳   | هند                 | ۴٫۹۶                                 | ۴٫۶۶ | ۴٫۰۴ |
| ۵۵        | ۵۵   | ۵۶   | فیلیپین             | ۴٫۹۰                                 | ۴٫۶۶ | ۴٫۴۱ |
| ۵۶        | ۵۶   | ۵۷   | چین                 | ۴٫۸۵                                 | ۴٫۴۳ | ۴٫۰۲ |
| ۵۷        | ۵۸   | ۵۵   | مصر                 | ۴٫۸۱                                 | ۴٫۲۶ | ۴٫۳۰ |
| ۵۸        | ۵۳   | ۵۱   | کلمبیا              | ۴٫۷۱                                 | ۴٫۶۹ | ۴٫۲۵ |
| ۵۹        | ۵۷   | ۵۲   | روسیه               | ۴٫۴۲                                 | ۴٫۲۷ | ۴٫۱۴ |
| ۶۰        | ۶۱   | ۵۹   | سری‌لانکا            | ۴٫۳۵                                 | ۳٫۹۳ | ۳٫۷۵ |
| ۶۱        | ۶۰   | ۶۱   | اوکراین             | ۴٫۳۱                                 | ۴٫۰۲ | ۳٫۶۲ |
| ۶۲        | ۶۲   | ۶۰   | نیجریه              | ۴٫۲۵                                 | ۳٫۹۲ | ۳٫۶۹ |
| ۶۳        | ۵۹   | ۵۸   | اکوادور             | ۴٫۱۷                                 | ۴٫۱۲ | ۳٫۸۸ |
| ۶۴        | ۶۳   | ۶۷   | پاکستان             | ۴٫۱۰                                 | ۳٫۷۹ | ۳٫۰۳ |
| ۶۵        | ۶۵   | ۶۶   | ویتنام              | ۴٫۰۳                                 | ۳٫۷۳ | ۳٫۱۲ |
| ۶۶        | ۶۴   | ۶۴   | قزاقستان            | ۳٫۸۹                                 | ۳٫۷۸ | ۳٫۲۲ |
| ۶۷        | ۶۶   | ۶۳   | الجزایر             | ۳٫۶۱                                 | ۳٫۶۳ | ۳٫۳۲ |
| ۶۸        | ۶۷   | ۶۲   | اندونزی             | ۳٫۵۹                                 | ۳٫۳۹ | ۳٫۳۹ |
| ۶۹        | ۶۸   | ۶۸   | جمهوری آذربایجان    | ۳٫۲۹                                 | ۳٫۲۶ | ۲٫۹۲ |
| ۷۰        | ۶۹   | ۶۵   | ایران               | ۳٫۱۸                                 | ۳٫۰۸ | ۳٫۱۵ |